# 名も無き世界のエンドロール
『名も無き世界のエンドロール』（なもなきせかいのエンドロール）は、行成薫による日本の小説。
2012年、第25回小説すばる新人賞受賞（応募時のタイトルは「マチルダ」）。2013年に単行本、2015年に書き下ろし掌編「ポケット」を加えた集英社文庫が刊行された。
2020年、前作から5年後が舞台の続編『彩無き世界のノスタルジア』が刊行。2021年、映画化。それに併せて、映画版の半年後を描いたWebドラマ『Re:名も無き世界のエンドロール 〜Half a year later〜』が配信された。

## あらすじ
親のいないキダとマコトは大の仲良しの小学生。そんな彼らの学級にヨッチが転校してきた。ヨッチもまた親のいない子だった。同じ境遇を持つ3人は、それからずっと3人で過ごすようになる。あるとき、キダはヨッチに好きだと告白するが、その前にマコトに告白されていたヨッチはマコトと付き合いことを決めていた。ヨッチとマコトを愛するキダは、自分の思いを隠し、2人を祝福する。しかし、マコトがヨッチにプロポーズしようとしたとき、ヨッチは交通事故で亡くなってしまう。
ある時、自動車整備工場で働くキダとマコトの前に、事故で高級車を破損したモデルのリサが現れ、車の修理を依頼する。マコトはリサを食事に誘うが、下町の工場の男など、リサは鼻もひっかけなかった。次の日、マコトはキダの前から姿を消す。

## 映画
2021年1月29日に公開された。監督は佐藤祐市、主演は岩田剛典。

### キャスト（映画）
- キダ - 岩田剛典[3]（幼少期：島田裕仁）
- マコト - 新田真剣佑[3]（幼少期：宮下柚百）
- ヨッチ - 山田杏奈[7]（幼少期：豊嶋花）
- リサ - 中村アン[8]
- 安藤 - 石丸謙二郎
- 宮澤社長 - 大友康平
- 川畑 - 柄本明

### スタッフ（映画）
- 原作：行成薫『名も無き世界のエンドロール』（集英社文庫刊）[3]
- 監督：佐藤祐市[3]
- 脚本：西条みつとし
- 音楽：佐藤直紀
- 主題歌：須田景凪『ゆるる』（WARNER MUSIC JAPAN / unBORDE）[9]
- 製作：勝股英夫、松井智、相馬信之、瓶子吉久、多湖慎一、永田勝美、港浩一、松木圭市、松下幸生、竹内力
- エグゼクティブプロデューサー：寺島ヨシキ
- チーフプロデューサー：西山剛史
- プロデューサー：内部健太郎、永井拓郎、貸川聡子
- 撮影：近藤龍人
- 照明：藤井勇
- 録音：武進
- 美術：相馬直樹
- 衣裳：宮本まさ江
- メイク：熊谷波江
- 装飾：徳田あゆみ
- 編集：田口拓也
- 選曲：藤村義孝
- 音響効果：壁谷貴弘
- スクリプター：藤島理恵
- VFXプロデューサー：赤羽智史、高玉亮
- ラインプロデューサー：大塚泰之
- 助監督：吉村昌晃
- 制作担当：横澤淳
- 制作プロダクション：RIKIプロジェクト、共同テレビジョン
- 宣伝：KICCORIT
- 製作幹事・配給：エイベックス・ピクチャーズ
- 製作：映画「名も無き世界のエンドロール」製作委員会（エイベックス・ピクチャーズ、ハピネット、A-Sketch、集英社、メ〜テレ、ひかりTV、共同テレビジョン、ステータス、クオラス、RIKIプロジェクト）

## Webドラマ
『Re:名も無き世界のエンドロール 〜Half a year later〜』のタイトルで、dTVにて配信。全3話。2021年1月29日に第1話が配信開始。原作者の行成薫が原案を書き下ろした。映画のラストから半年後のキダが描かれる。

### キャスト（Webドラマ）
- キダ - 岩田剛典
- マコト - 新田真剣佑
- ミチル - 松井愛莉[4]
- ヨッチ - 山田杏奈（写真・回想）
- 安藤 - 石丸謙二郎
- ケイ - 金子ノブアキ[4]
- 川畑 - 柄本明

### スタッフ（Webドラマ）
- 原作：行成薫『名も無き世界のエンドロール』（集英社文庫刊）
- 総監督：佐藤祐市
- 監督：菊川誠
- 脚本：相馬光
- 音楽：佐藤直紀
- 主題歌：須田景凪『ゆるる』（WARNER MUSIC JAPAN / unBORDE）
- プロデューサー：内部健太郎、貸川聡子、永井拓郎、関本純一
- 制作プロダクション：共同テレビジョン、RIKIプロジェクト
- 制作：エイベックス・ピクチャーズ
- 製作著作：エイベックス通信放送